# Christian Monsod
Christian S. Monsod (Parañaque, 16 juli 1936) is een Filipijns topman in het bedrijfsleven en voormalig voorzitter van de Filipijnse kiescommissie COMELEC.

## Biografie
Christian Monsod werd geboren op 16 juli 1936 in Parañaque. Zijn ouders waren Noemi C. Santos en advocaat Christian C. Monsod. Monsod behaalde in 1960 een bachelor-diploma rechten aan de University of the Philippines. Na zijn afstuderen behaalde hij tevens zijn toelatingsexamen van de Filipijnse balie (bar exam). Aansluitend studeerde hij verder aan de University of Pennsylvania in de Verenigde Staten. Daar behaalde hij in 1963 zijn master-diploma economie. 
Direct na zijn studie aan de University of Pennsylvania werkte hij twee jaar als econoom bij de wereldbank in Washington DC. Nadien was hij topman bij vele organisaties en bedrijven. Zo was hij CEO van de Guevent Group of Companies, president van Guevent Allies Industries, president van Dataprep Inc, bestuursvoorzitter en president van CBL Timber Corporation en voorzitter van Pacific Asia Builders & Developers. Vanaf juli 1987 was hij directeur van Manila Electric Company. Ook was hij een consultant voor Banco Filipino en directeur en later hoofdstrateeg van Benpres Holdings Corporation.
Monsod was actief in diverse maatschappelijke organisaties. Zo was hij onder meer lid van een commissie die onderzoek deed naar de couppogingen tegen president Corazon Aquino, voorzitter van de Evelio B. Javier Foundation, secretaris-generaal en later voorzitter van de National Citizens Movement for Free Elections (NAMFREL) en werd in 1986 benoemd tot lid van Constitutionele Commissie die zich boog over een nieuwe Filipijnse Grondwet. In juni 1991 werd Monsod door Aquino benoemd tot voorzitter van de Filipijnse kiescommissie COMELEC. In zijn termijn als voorzitter, die duurde tot februari 1995 zette hij zich in voor transparante verkiezingen en moderniseerde hij het Filipijnse kiesproces. 
Monsod werd diverse malen in zijn carrière onderscheiden. In 1975 was hij een van de Ten Outstanding Young Men (TOYM) en in 1992 werd hij door de Catholic Educators Association uitgeroepen tot man van het jaar. In november 2012 kreeg hij in Washington DC de Joe C. Baxter Award voor zijn rol in hervormingen van de organisatie van Filipijnse verkiezingen en zijn inzet om het proces transparanter te maken en om minderheidsgroeperingen in de Filipijnen meer bij het proces te betrekken.
Christian Monsod is getrouwd met voormalig kabinetslid, bestuurder en emeritus-hoogleraar economie Winnie Monsod. Samen kregen ze vijf kinderen.